# Actinobacillose
L'actinobacillose est une maladie infectieuse due aux bactéries du genre Actinobacillus. Elle est peu contagieuse, inoculable, commune à de nombreuses espèces animales, en particulier les bovins. Les signes cliniques varient selon les espèces bactériennes spécifiques de chaque espèce animale touchée. 

## Actinobacillus lignieresii: maladie de la langue de bois
L’actinomycose, chez les bovins, atteint davantage les tissus durs : elle est causée par Actinomyces bovis, qui est un germe habituellement retrouvé dans la cavité buccale mais également dans les tractus digestif et respiratoire. Chez les bovins, elle provoque le syndrome de la langue de bois, tandis qu'elle est responsable chez les porcins d'une pneumonie et d'une pleurésie hémorragiques. Elle peut également toucher l'homme. La maladie de la langue de bois est provoquée par la bactérie Actinobacillus lignieresii, commensale de la flore buccale des bovins mais également présente sur les épillets de nombreux végétaux. En pénétrant dans des lésions buccales, elle peut former des granulomes et des abcès, entrainant classiquement le syndrome de la langue de bois, avec une langue gonflée, un ptyalisme et une mastication douloureuse. Cependant, des localisations atypiques sont aussi décrites (narines, paupières, œsophage, pharynx, palais, peau du flanc),.
L'infection à Actinobacillus lignieresii touche principalement les bovins, mais également les moutons, les chevaux, les cochons, les chiens, voire les volailles.

## A. pleuropneumoniae: actinobacillose du porc
L'espèce Actinobacillus pleuropneumoniae provoque chez les porcelets et les porcs à l'engrais une pneumonie et une pleurésie hémorragiques d'évolution rapide à très rapide. La bactérie est l'un des pathogènes respiratoires bactériens les plus importants en élevage porcin. L'agent infectieux est transmis principalement par contact direct entre les animaux et par les gouttelettes excrétées par la toux. La maladie peut être suraiguë (fièvre, apathie, anorexie, puis cyanose, dyspnée), aiguë (fièvre, rougissement de la peau, dépression, anorexie, dyspnée, toux) ou chronique (peu ou pas de fièvre, toux).
En France, l’actinobacillose, est fréquente dans l’Ouest et le Centre. Elles évoluent le plus souvent sur un mode enzootique ou sporadique et exceptionnellement épizootique.

## A. suis
Actinobacillus suis est commensale de la cavité buccale des porcins. Ce pathogène opportuniste provoque une septicémie chez les jeunes porcs et provoque de l'arthrite, une pneumonie et une péricardite chez les porcs plus âgés,.

## A. equuli
Actinobacillus equuli provoque une rare septicémie des poulains nouveau-nés.

## Autres espèces du genreActinobacillus
D'autres bactéries du genre Actinobacillus ont été identifiées : A. seminis découverte dans le sperme de béliers avec une épididymite, provoquant vraisemblablement des problèmes de fertilité chez les béliers ; A. capsulatus provoquant une maladie articulaire chez le lapin, etc.

## Transmission
La transmission, pour chaque espèces animales, s’effectue principalement par la voie digestive, lors de l’ingestion des aliments.

## Pathogénie
La pénétration des bactéries nécessite des lésions ou des piqûres au niveau de la muqueuse que ce soit pour les bovins ou pour les porcins. Les bactéries se multiplient sur place en développant des lésions granulomatoses ou pseudo néoplasies. Au sein des lésions se produit de la nécrose et de la suppuration accompagnée d’une émission du pus vers l’extérieur. À la suite de cela nous constatons un envahissement des ganglions correspondants.

## Symptômes
La maladie se manifeste par différents symptômes chez chaque espèces animales, tels que : 
- les glossites,
- une incapacité fonctionnelle de la langue (difficulté de déglutition),
- une salivation abondante,
- une langue gonflée et dure à la base,
- une manipulation douloureuse de la langue,
- des ulcérations latérales de la langue,
- une adénite au niveau du larynx, sous maxillaire et retro pharyngiens (hypertrophies des ganglions et détectables à la palpation),
- un écoulement du pus granuleux, sans odeur et blanchâtre,
- une présence d’abcès sous cutané, au niveau de la tête, du thorax, des cuisses, du flanc, de l’encolure et des mamelles.

## Traitement
Il s’agit d’une bactérie sensible à certains antibiotiques comme : la tétracycline, la streptomycine chloramphénicol. Toutefois le traitement chirurgical reste le meilleur moyen pour lutter contre la maladie avec l’utilisation des antibiotiques.

## Prophylaxie
- Isoler les malades et les traiter,
- Éliminer les litières contaminées par les selles,
- Nettoyer les mangeoires et les abreuvoirs.